# Bengt Sundelius
Bengt Arne Sundelius, född den 19 februari 1950 i Vänersborgs församling, Älvsborgs län, är en svensk professor i statsvetenskap vid Uppsala universitet och Försvarshögskolan samt författare. Hans forskning och författarskap har till stor del handlat om krishantering, internationell politik och euro-atlantisk säkerhetspolitik.

## Biografi
Sundelius har varit forskningschef vid Krisberedskapsmyndigheten (numera Myndigheten för samhällsskydd och beredskap) och vid Försvarets Forskningsanstalt (FOA), samt särskilda forskningsprogrammet för säkerhetspolitik vid Utrikespolitiska Institutet (UI). Han har varit redaktör för den vetenskapliga tidskriften Cooperation and Conflict: Nordic Journal of International Studies.
År 2000 startade Sundelius forskningscentrumet Crismart (Nationellt centrum för krishanteringsstudier) vid Försvarshögskolan.
Sedan 2010 arbetar han som strategisk rådgivare till generaldirektören för Myndigheten för samhällsskydd och beredskap.
Bengt Sundelius invaldes 1998 som ledamot av Kungliga Krigsvetenskapsakademien.